# Teupin Reudeup
Teupin Reudeup is een bestuurslaag in het regentschap Bireuen van de provincie Atjeh, Indonesië. Teupin Reudeup telt 398 inwoners (volkstelling 2010).